# Mindanaohoningvogel
De mindanaohoningvogel (Dicaeum nigrilore) is een vogelsoort uit de familie van de dicaeidae (bastaardhoningvogels). 

## Verspreiding
De mindanaohoningvogel komt alleen voor in de Filipijnen.

## Ondersoorten
Van de mindanaohoningvogel zijn de volgende twee ondersoorten bekend:
- D. n. diuatae: de bergen van noordoostelijk Mindanao
- D. n. nigrilore: de bergen van Mindanao (met uitzondering van het noordoosten).